# (If You're Wondering If I Want You To) I Want You To
"(If You're Wondering If I Want You To) I Want You To" (em português: (Se tu estás a pensar se eu te quero) Eu quero-te) é o primeiro single do sétimo álbum de estúdio da banda Weezer, Raditude. Inicialmente o seu lançamento nas rádios americanas de rock estava previsto para o dia 25 de Agosto de 2009, porém foi antecipado para dia 18 do mesmo mês. O single estreou-se no 21.º lugar da Billboard Rock Songs Chart e na mesma posição no Billboard Alternative Songs Chart. O videoclipe conta com a participação da actriz Odette Yustman. A música foi tocada pela primeira vez ao vivo no dia 23 de Agosto de 2009, em Toronto, Ontario, Canadá, no Monson Amphitheatre.

## Recepção
A música recebeu críticas positivas da Billboard Magazine e da Allmusic.

## Videoclipe
O videoclipe foi lançado a 23 de Outubro. Realizado por Marc Webb, o video trata da vida numa pacata vila americana dos meados do século XX, denominada Weezerville, em que os seus residentes são clones dos membros da banda. A tranquilidade é quebrada com a chegada à vila de uma senhora bonita interpretada por Odette Yustman. Na tentativa de a impressionar, os vários membros da banda ficam, de uma forma cómica, gravemente feridos, devido à sua distracção e desprezo da rapariga. O único que não fica magoado é o vocalista Rivers Cuomo, que, com a aprovação dos amigos, rejeita a rapariga no momento em que os vê feridos. Cuomo disse à MTV:
| “ | Marc Webb criou um género de uma pequena cidade dos anos 1950 para nós vivermos lá. Basicamente é ocupada pelos quatro membros dos Weezer. Portanto passeamos por lá, damos umas voltas, enchemos camiões com gasolina. Basicamente somos rapazes, e é isso que Weezerville representa. | ” |

Marc Webb comentou:
| “ | A ideia do video é muito simples: é uma cidade feita de clones dos Weezer. Existem versões múltiplas do Brian (Bell), do Patrick (Wilson), do Scott (Shriner) e do Rivers (Cuomo), que andam a tratar das suas vidas, até que um dia esta rapariga aparece. Depois disso, basicamente tudo vira do avesso. | ” |

## Faixas
Download digital
| N.º | Título                                                 | Compositor(es)             | Duração |  |
| 1.  | "(If You're Wondering If I Want You To) I Want You To" | Rivers Cuomo, Butch Walker | 3:28    |  |

Disco Vinil 7"
| N.º | Título                                                 | Compositor(es)             | Duração |  |
| 1.  | "(If You're Wondering If I Want You To) I Want You To" | Rivers Cuomo, Butch Walker | 3:28    |  |
| 2.  | "Should I Stay Or Should I Go? (cover - ao vivo)"      | The Clash                  | 3:07    |  |

Promocional
CD Promocional
| N.º | Título                                                 | Compositor(es)             | Duração |  |
| 1.  | "(If You're Wondering If I Want You To) I Want You To" | Rivers Cuomo, Butch Walker | 3:28    |  |

Disco Vinil 7" Laranja Promocional
| N.º | Título                                                 | Compositor(es)             | Duração |  |
| 1.  | "(If You're Wondering If I Want You To) I Want You To" | Rivers Cuomo, Butch Walker | 3:28    |  |
| 2.  | "I Woke Up In Love In Love This Morning (cover)"       | The Partridge Family       | 3:01    |  |

## Performancenas tabelas
Na final da semana de 12 de Setembro de 2009, "(If You're Wondering If I Want You To) I Want You To" estreou-se na Billboard Hot 100 no 82.º lugar. Saiu da tabela na semana seguinte, mas reapareceu no final de semana de 21 de Novembro de 2009 (a mesma semana em que o seu álbum Raditude se estreou em 7.º lugar na Billboard 200) em 81.º lugar. No Billboard Alternative Songs Chart, atingiu o 2.º lugar na sua 8.ª semana e aí permaneceu durante 11 semanas seguidas atrás de Uprising, da banda britânica Muse.